# 池田利夫
池田 利夫（いけだ としお、1931年7月11日 - 2012年3月12日）は、日本の国文学者。
横浜市生まれ。慶應義塾大学国文科卒。1963年同大学院博士課程満期退学。1976年「日中比較文学の基礎研究 翻訳説話とその典拠」で慶應義塾大学より文学博士の学位を取得。1960年慶應女子高等学校講師、1963年鶴見女子大学講師、助教授、鶴見大学教授、2002年定年、名誉教授。

## 著書
- 『日中比較文学の基礎研究 翻訳説話とその典拠』笠間書院 1974年
- 『河内本源氏物語成立年譜攷 源光行一統年譜を中心に』日本古典文学会 1977年
- 『源氏物語の文献学的研究序説』笠間書院 1988年 笠間叢書
- 『更級日記浜松中納言物語攷』武蔵野書院 1989年
- 『源氏物語回廊』笠間書院 2009年
- 『藤原定家筆蹟模本伊勢物語の研究』汲古書院 2009年

## 校注・訳
- 『唐物語』古典文庫 1972年
- 『唐物語校本及び総索引』笠間書院 1975年
- 『源氏物語 尾州家河内本』全5巻 秋山虔共編　武蔵野書院 1977-78年
- 『更級日記 現代語訳対照』訳注 1978年 旺文社文庫
- 『堤中納言物語 現代語訳対照』訳注 1979年 旺文社文庫
- 『校注更級日記』武蔵野書院 1983年
- 『蒙求古註集成』汲古書院 1988-90年
- 『浜松中納言物語　新編日本古典文学全集』小学館 2001年

## 編纂
- 『浜松中納言物語総索引』武蔵野書院 1964年
- 『野鶴群芳 古代中世国文学論集』笠間書院 2002年

## 参考
- 池田利夫教授 略歴 国文鶴見 2002-03